# Vision Racing
Vision Racing fue un equipo estadounidense que compitió en la IndyCar Series, fundado en 2005, por Tony George, cuando compró los activos del extinto equipo Kelley Racing y contrató a su hijastro Ed Carpenter como piloto. El equipo también ha competido anteriormente en la Indy Lights y la Grand-Am Rolex Sports Car Series. El equipo suspendió sus operaciones en enero de 2010 por falta de patrocinio.

## Historia

### 2005
En su primera temporada en la IndyCar Series, el equipo fue siempre uno de los más lentos en la pista. Aunque Carpenter terminó en la posición 11º en las 500 Millas de Indianápolis de 2005, apenas logró colocarse entre los 10° primeros puestos con el equipo en Nashville. Carpenter puso fin a su temporada en la 18° en la general y el equipo terminó en un decepcionantemente 20° lugar en la general en los puntos. El equipo también compitió con los pilotos Nick Bussell y Jay Drake en la Indy Pro Series. Drake logró 5 competencias entre las primeras 5 posiciones pero terminó noveno en los puntos mientras Bussell logró en las 11 competencias entre las primeras 5 posiciones y terminó un impresionante cuarto lugar en los puntos. Aunque ambos pilotos hicieron muy bien la temporada, el equipo no volvió a la Indy Pro Series del siguiente año.

### 2006
El equipo volvió en 2006 contratando a un nuevo ingeniero del equipo y logró expandir la operación a dos coches con el veterano Tomas Scheckter. El equipo le fue mucho mejor con Scheckter logrando un 3° puesto milla de Milwaukee terminando 10º en la general, mientras que Carpenter mejoró del 18° lugar finalizando en la posición 14° en los puntos capturando su primer Top 5°. El equipo también alineó con el coche #90 con el patrocinio de Rock & Republic piloteado por Townsend Bell en la Indy 500. Bell terminó retirándose temprano de la carrera como lo hizo Scheckter, pero al final Carpenter fue el único del equipo que finalizó la carrera al obtener un muy buen 11° lugar. El piloto y actor Patrick Dempsey también se unió al equipo en 2006 como copropietario.

### 2007
En 2007 el equipo se amplió entradas a tres coches con la llegada de A.J. Foyt IV y con los patrocinadores Hitachi, Lowe's y Joost. Foyt igualó con el equipo la mejor posición lograda por Scheckter (el 3 º lugar de Milwaukee de la temporada pasada) en el Kentucky Speedway, donde logró liderar algunas vueltas. Visión alineó un cuarto coche conducido por el veterano Davey Hamilton con el patrocinio de HP para la Indy 500. Hamilton terminó en la impresionante 9° posición obterniendo dos puntos menos que su compañero Thomas Scheckter, que logró colgarse el 7° lugar como la mejor posición del equipo. Scheckter al final de temporada terminó 10° en la general en puntos y Foyt terminó 14° y Carpenter terminó 15°.

### 2008
El equipo regresó con dos entradas de coches en 2008 con Carpenter y Foyt IV, patrocinados por Menard's, DirectTV, y CardioCheck. Vision lució fuerte en el óvalo de Miami cuando registró impresionantes velocidades durante las prácticas. Carpenter clasificó 2° y Foyt 3° para la carrera. Sin embargo, el equipo fue penalizado y tuvieron que comenzar en las dos últimas posiciones de la grilla tras fracasar la inspección técnica. El organismo sancionador INDYCAR LLC confiscó todos los dispositivos aerodinámicos traseros de cada coche del equipo, pero no especificó el problema. El equipo más tarde despidió al equipo Larry Curry la causa del incidente. Carpenter finalizó 10° en los puntos y su compañero de equipo A.J. Foyt IV quedó 13°. Vision Racing entró con un tercer coche para la Indy 500 con Davey Hamilton y patrocinio de HP. El tercer coche también se utilizó para que fuese conducido por Paul Tracy en el Rexall IndyCar Gran Premio de Edmonton junto con el respaldo del equipo Walker Racing y los restaurantes de comida rápida Subway como patrocinador.

### 2009 y cierre
En 2009, Ryan Hunter-Reay se unió al equipo unto al regreso de Ed Carpenter, e inmediatamente enviaron al equipo con mejores posiciones históricas al ser 2° en la carrera de apertura en el Gran Premio de San Petersburgo. Carpenter igualó el resultado obteniendo un muy buen resultado en la carrera de Kentucky siendo 2° en el Kentucky Speedway tras un emocionante duelo con Ryan Briscoe, y con Briscoe ganando la carrera a metros finales de la línea de meta.
El 28 de enero de 2010, George se vio obligado a suspender sus operaciones debido a la falta de patrocinio. Parte del equipo fue a parar a la conformación del equipo Ed Carpenter Racing que fue fundado en 2012 y dirigido por el dueño del equipo Walker Racing Derrick Walker como jefe de equipo.

## Pilotos

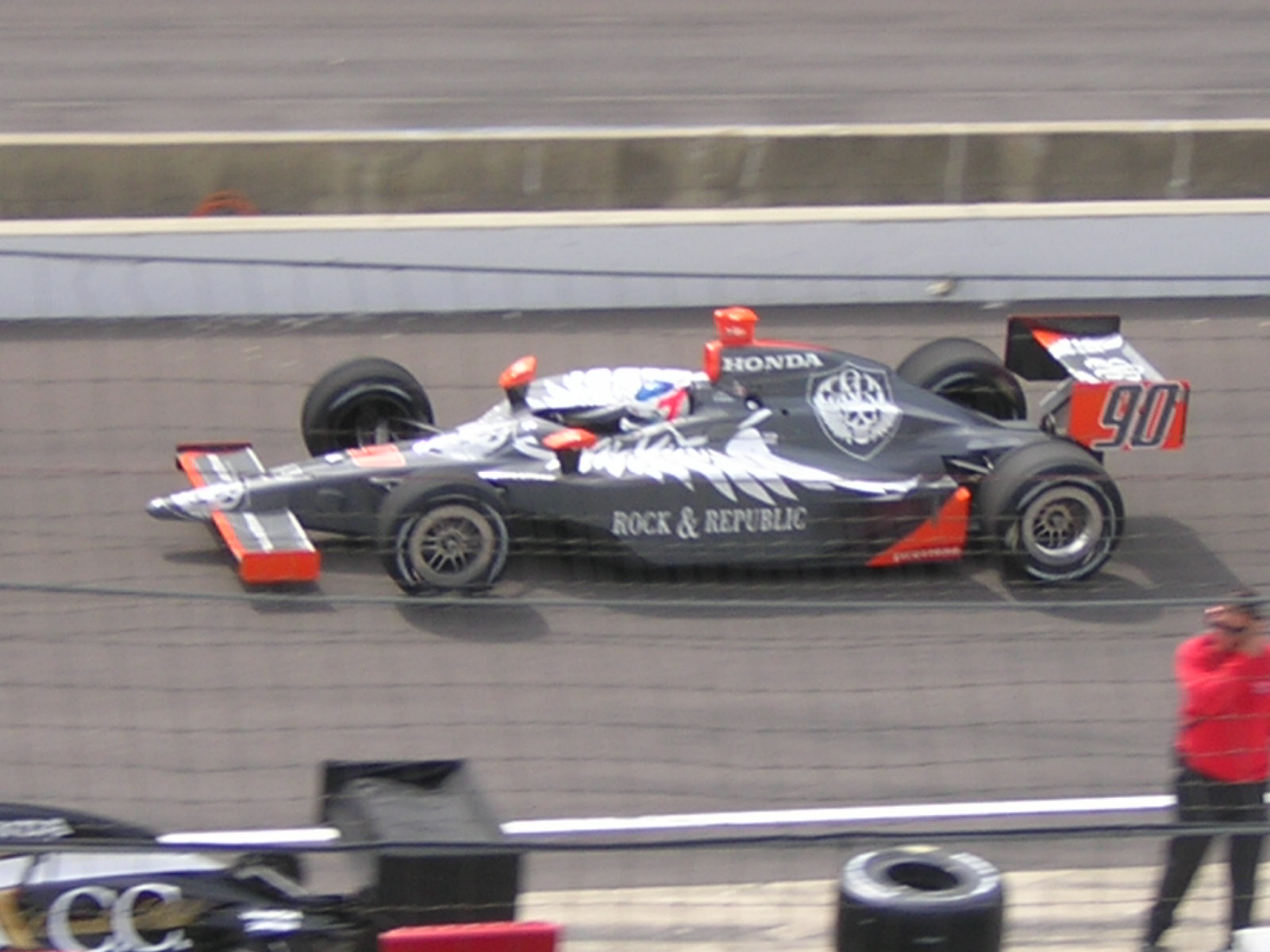
El piloto Townsend Bell conduciendo para Vision Racing en 2006.

- John Andretti (2008) (Grand-Am Sports Car Series)
- Townsend Bell (2006) (IndyCar Series)
- Nick Bussell (2005) (Indy Lights)
- Ed Carpenter (2005–2009) (IndyCar Series, Indy Lights, y Grand-Am Sports Car Series)
- James Davison (2009) (Indy Lights)
- Jay Drake (2005) (Indy Lights)
- A. J. Foyt IV (2007–2008) (IndyCar Series y Grand-Am Sports Car Series)
- Tony George (2007–2008) (Grand-Am Sports Car Series)
- Phil Giebler (2005) (Indy Lights)
- Stephan Gregoire (2007) (Grand-Am Sports Car Series)
- Davey Hamilton (2007, 2008) (IndyCar Series; y la Indy 500)
- Ryan Hunter-Reay (2009) (IndyCar Series)
- Vítor Meira (2008) (Grand-Am Sports Car Series)
- Tomas Scheckter (2006–2007) (IndyCar Series y Grand-Am Sports Car Series)
- Paul Tracy (2008) (IndyCar Series)